# Chlaenius simillimus
Chlaenius simillimus är en skalbaggsart som beskrevs av Maximilien de Chaudoir. Chlaenius simillimus ingår i släktet Chlaenius och familjen jordlöpare. Inga underarter finns listade i Catalogue of Life.